# アルビレックスレーシングチーム
アルビレックスレーシングチームは、2010年に設立されたレーシングチームである。略称「アルビレックスRT」。
2008年新潟県胎内市松波に完成したレーシングサーキット「スピードパーク新潟」の運営会社である株式会社スピードパーク新潟により2010年設立。同社代表取締役である中村寿和が監督も兼任する。同年よりスーパーFJに参戦しているほか、2016年からは全日本F3選手権にステップアップした。

## 所属ドライバー
- 田中正隆（2010　スーパーFJ　富士シリーズ参戦）
- 湊雅之　（2010　スーパーFJ　もてぎシリーズ参戦）
- 板橋健幸（2010　スーパーFJ　もてぎシリーズ　スポット参戦）
- 田中正隆（2011　スーパーFJ　富士シリーズ参戦）
- 福島政也（2011　スーパーFJ　富士シリーズ参戦）
- 佐々木崇（2011　スーパーFJ　富士シリーズ参戦）
- 板橋健幸（2011　スーパーFJ　もてぎシリーズ参戦）
- 清水清孝（2011　スーパーFJ　もてぎシリーズ参戦）
- 大類康幸（2011　スーパーFJ　鈴鹿シリーズ参戦）
- 桒村和宏（2011　スーパーFJ　鈴鹿シリーズ参戦）
- 佐藤祐希（2011　スーパーFJ　鈴鹿シリーズ参戦）
- 佐藤祐希（2012　スーパーFJ　東北シリーズ参戦）
- 桒村和宏（2012　スーパーFJ　東北シリーズ参戦）
- 小村方喜章（2012　スーパーFJ　東北シリーズ参戦）
- 湊雅之（2012　スーパーFJ　もてぎシリーズ参戦）
- 久保田一成（2012　スーパーFJ　もてぎシリーズ参戦）
- 太田達也（2012　スーパーFJ　もてぎシリーズ参戦）
- 深村匠（2012　スーパーFJ　もてぎシリーズ　スポット参戦）
- 桒村和宏（2012　スーパーFJ　もてぎシリーズ　スポット参戦）
- 深村匠（2012　スーパーFJ　富士シリーズ参戦）
- 桒村和宏（2012　スーパーFJ　富士シリーズ参戦）
- 小村方喜章（2012　スーパーFJ　富士シリーズ参戦）

## スタッフ
- チーム代表及び監督　中村寿和
- チームアドバイザー　土沼広芳
- チーフエンジニア　　櫻井　充
- チーフメカニック　　川嶋　諒
- メカニック　　　　　佐藤 武将